# التعديل التاسع عشر لدستور الولايات المتحدة الأمريكية

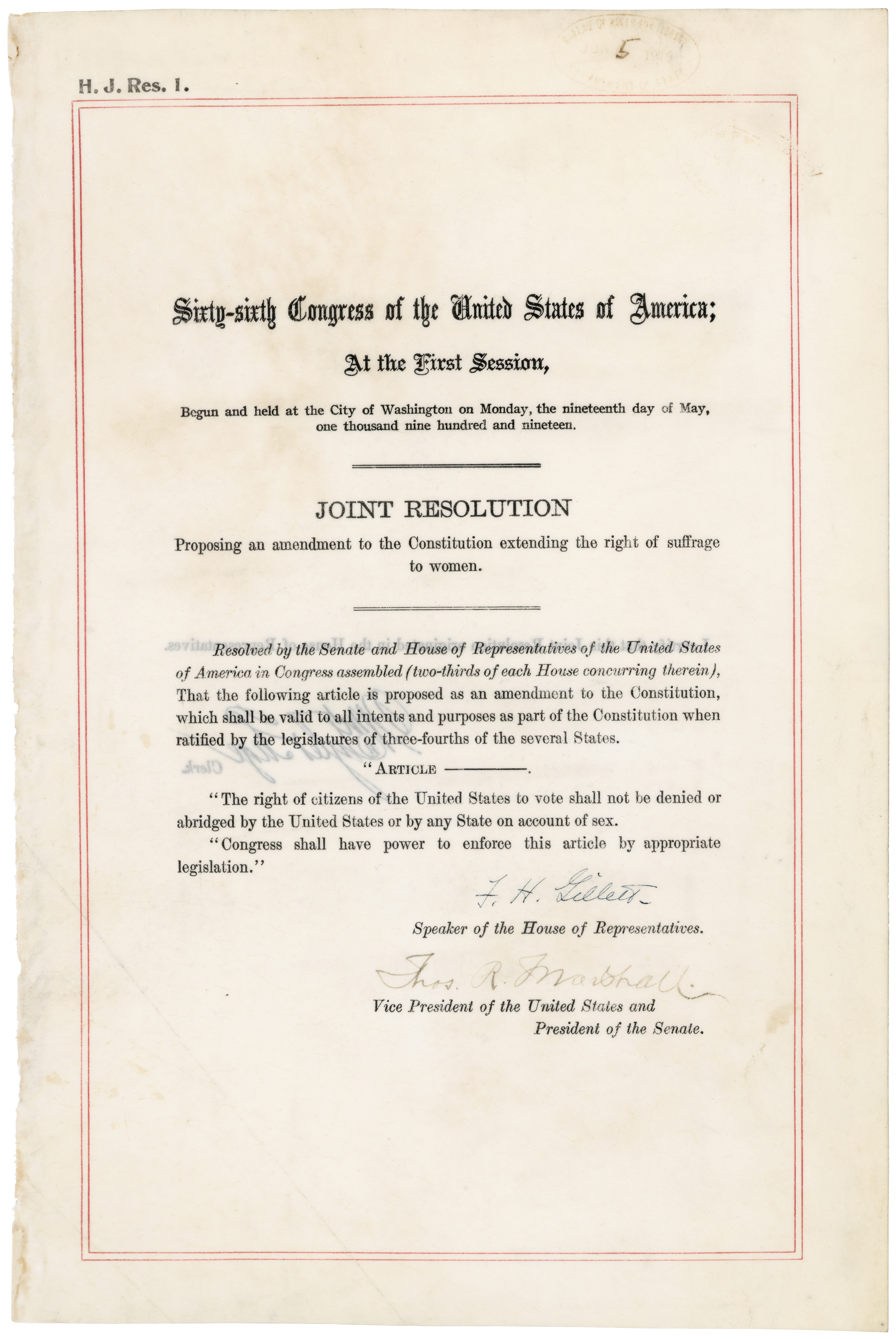

يمنع التعديل التاسع عشر لدستور الولايات المتحدة الولايات والحكومة الفدرالية من حرمان مواطني الولايات المتحدة من حق التصويت على أساس الجنس. وقُدّمت العديد من المحاولات لإقرار تعديل حق المرأة في التصويت منذ تقديم التعديل للكونغرس في عام 1878 وفشلت جميع المحاولات حتى عام 1919، عندما ضغط داعمو حق المرأة بالتصويت على الرئيس وودرو ويلسون ليدعو إلى جلسة خاصة للكونغرس.
أقر مجلس النواب التعديل المقترح في 21 مايو من عام 1919، وتلاه مجلس الشيوخ في 4 يونيو 1919؛ ثم قُدّم إلى الولايات لإقراره. كانت ولاية تينيسي آخر ولاية تُقرّ التعديل من بين 36 ولاية أساسية لضمان هذا الإقرار. اعتُمد التعديل التاسع عشر رسمياً في 26 أغسطس من عام 1920: تتويجاً لحركة دامت عقوداً من أجل ضمان حق المرأة في الاقتراع على الصعيدين الحكومي والوطني.
بعد أن امتلكت المرأة الحق في التصويت في العديد من المستعمرات (التي ستصبح فيما بعد الولايات المتحدة الأمريكية)، حُرمت المرأة بحلول عام 1807 من الاقتراع المحدود؛ وبحلول منتصف القرن التاسع عشر، أصبحت المنظمات الداعمة لحقوق المرأة أكثر نشاطاً. ففي عام 1848، اعتمدت اتفاقية شلالات سينيكا إعلان المشاعر، الذي دعا إلى المساواة بين الجنسين وشمل قراراً يحث النساء على تأمين التصويت.
استخدمت المنظمات المؤيدة للاقتراع مجموعة متنوعة من التكتيكات، بما في ذلك الحجج القانونية التي اعتمدت على التعديلات الحالية. بعد أن أُسقِطت هذه الحجج من قبل المحكمة العليا الأمريكية، دعت منظمات الاقتراع إلى جانب نشطاء مثل سوزان ب. أنتوني وإليزابيث كادي ستانتون، إلى تعديل دستوري جديد يضمن للمرأة الحق في التصويت.
بحلول أواخر القرن التاسع عشر، بدأت دول ومناطق جديدة -خاصة في الغرب- بمنح النساء حق التصويت. وفي عام 1878، قُدم اقتراح بالاقتراع (والذي سيصبح في نهاية المطاف التعديل التاسع عشر الذي سيقدم إلى الكونغرس) ولكنه رُفض في عام 1887.
بحلول تسعينيات القرن التاسع عشر، ركزت منظمات الاقتراع على التعديل الوطني، بينما كانت ما تزال تعمل على مستوى الولايات والمستوى المحلي. ظهرت لوسي بيرنز وأليس بول كقائدتين مهمتين، فعلى الرغم من اتباعهما لاستراتيجيات مختلفة للغاية، فعملهما ساعد في دفع التعديل التاسع عشر إلى الأمام.
ساعد دخول الولايات المتحدة في الحرب العالمية الأولى على تغيير الصورة النمطية لحق المرأة في الاقتراع. إذ دعمت الجمعية الوطنية الأمريكية لحق المرأة في الاقتراع -بقيادة كاري تشابمان كات- المجهود الحربي، ما دعم قضية منح المرأة حق التصويت كمكافأة لها مقابل خدمتها الوطنية في زمن الحرب.
نظم حزب المرأة الوطنية مسيرات ومظاهرات وإضرابات عن الطعام مع الإشارة إلى تناقضات «القتال في الخارج من أجل الديمقراطية مع الحد من ذلك في الوطن من خلال حرمان المرأة من حق التصويت». أثّر عمل المنظمتين على الرأي العام، ما دفع الرئيس ويلسون إلى إعلان دعمه لتعديل حق الاقتراع في عام 1918.
منح التعديل التاسع عشر لدستور الولايات المتحدة الحق في التصويت لنحو 26 مليون امرأة أميركية في الوقت المناسب للانتخابات الرئاسية الأمريكية لعام 1920، لكن كتلة النساء الانتخابية القوية التي كان يخشاها العديد من السياسيين فشلت في تجسيد نفسها بشكل كامل. وفشل التعديل التاسع عشر لدستور الولايات المتحدة في منح النساء الأمريكيات من أصول أفريقية والأمريكيات الآسيويات والأمريكيات من أصل أسباني والأمريكيات الأصليات حقهن الكامل بالتصويت.

## التأثيرات

### سلوك تصويت المرأة
سمح التصديق على التعديل التاسع عشر بالتصويت لنحو 26 مليون امرأة أمريكية في الوقت المناسب للانتخابات الرئاسية الأمريكية لعام 1920. خشي العديد من المشرعين من ظهور كتلة نسائية انتخابية قوية في السياسة الأمريكية. أدى هذا الخوف إلى إقرار قوانين مثل قانون حماية الأمومة والرضع في شيبارد- تاونر لعام 1921، والذي وسع نطاق رعاية الأمومة خلال عشرينيات القرن الماضي. أعطت النساء والمجموعات النسائية المحظورة حديثاً الأولوية لجدول أعمال الإصلاح بدلاً من الولاء الحزبي وكان هدفهم الأول هو تطبيق قانون شيبارد تاونر؛ إذ كان أول قانون للضمان الاجتماعي الفدرالي، وأحدث فرقاً كبيراً قبل إقراره في عام 1929. يُعد إنشاء مكتب للنساء في وزارة العمل الأمريكية في عام 1920 وإصدار قانون الكابلات في عام 1922، من بين الجهود الأخرى التي بُذلت على المستوى الفدرالي في أوائل عشرينات القرن العشرين والتي تتعلق بحقوق المرأة في العمل وحقوق المواطنة.
أدرك السياسيون بعد الانتخابات الرئاسية الأمريكية في عام 1924، أن الكتلة النسائية التي كانوا يخشونها لم تكن موجودة بالفعل وأنهم لا يحتاجون إلى تلبية ما يعتبرونه «قضايا المرأة» في نهاية المطاف. جرى تتبع المظهر النهائي لكتلة تصويت المرأة الأمريكية في تواريخ مختلفة، اعتماداً على المصدر منذ الخمسينيات حتى عام 1970. ولوحظ في عام 1980 ظهور فجوة بين الجنسين على مستوى البلاد في التصويت، إذ تفضل النساء عادة المرشح الديمقراطي في الانتخابات الرئاسية.

### التحديدات

#### النساء الأمريكيات ذوات الأصول الأفريقية
حصلت الأمريكيات ذوات الأصول الأفريقية على حق التصويت، ولكن 75% منهنّ حصلن على هذا الحق بالاسم فقط، لأن الثغرات الدستورية في الولايات منعتهنّ من ممارسة هذا الحق. قبل إقرار التعديل، دافع السياسيون الجنوبيون بحزم عن قناعاتهم بعدم السماح للنساء الأميركيات من أصول أفريقية بالتصويت. لذلك توجب على هذه النساء القتال ليس فقط من أجل ضمان حقهن في التصويت، بل من أجل حق الرجال الأميركيين من أصول إفريقية في ذلك أيضاً.
استمر الأمريكيون ذوو الأصول الأفريقية في مواجهة الحواجز التي تمنعهم من ممارسة حقهم بالتصويت حتى نشوء حركة جديدة في الخمسينيات والستينيات فرضت حقوق التصويت باعتبارها حقوقًا مدنية. تجمّع نحو ألف عامل في مجال الحقوق المدنية في الجنوب لدعم حقوق التصويت كجزء من «صيف الحرية» أو ما يعرف باسم «فريدوم سمر». ومع ذلك، واصل مسؤولو الدولة رفض التسجيل حتى صدور قانون حق التصويت لعام 1965، الذي يحظر التمييز العنصري في التصويت؛ وكانت المرة الأولى التي تُمنع فيها الولايات من فرض قيود تمييزية على أهلية التصويت، ووُضعت آليات تسمح للحكومة الفدرالية بتنفيذ أحكامها.

#### مجموعات أقليّة أخرى
مُنح الأمريكيون الأصليون الجنسية الأمريكية بموجب القانون الصادر عن الكونغرس في عام 1924، إلا أن سياسات الدولة منعتهم من التصويت. ولكن أدّت الدعوى التي رفعها الجندي القديم الذي شارك في الحرب العالمية الثانية ميغيل تروخيو في عام 1948 إلى حصول الأمريكيين الأصليين على حق التصويت في نيو مكسيكو وأريزونا، ولكن استمرت بعض الولايات في منعهم من التصويت حتى عام 1957.تمنع ضرائب الاقتراع واختبار معرفة القراءة والكتابة النساء اللاتينيات من التصويت. على سبيل المثال، لم تستطع النساء في بورتو ريكو التصويت حتى عام 1932، ولم تصبح حقوق التصويت العالمية قانوناً هناك حتى عام 1935. ولكن بعد كل ذلك، شملت توسعات قانون حقوق التصويت لعام 1975 تسهيل ممارسة حق التصويت للنساء اللاتينيات. منعت قوانين الهجرة الوطنية الآسيويين من الحصول على الجنسية حتى عام 1952.